# Slobozia-Recea, Rîșcani
Slobozia-Recea este un sat din cadrul comunei Recea din raionul Rîșcani, Republica Moldova.

## Demografie

### Structura etnică
Structura etnică a satului conform recensământului populației din 2004:
| Grup etnic         | Populație |
| ------------------ | --------- |
| Moldoveni / Români | 126       |
| Ucraineni          | 24        |
| Ruși               | 8         |
| Alții              | 2         |
| Total              | 160       |